# Unity of Command
Unity of Command: Stalingrad Campaign — компьютерная игра в жанре варгейм, созданная в 2011 году небольшой хорватской студией 2x2 Games. Была издана компанией Matrix Games, позднее также появилась в сервисе Steam.

## Сюжет
События игры посвящены Сталинградской битве 1942—1943 годов и сопутствующим ей операциям. Доступны две кампании, за Германию с союзниками и за СССР. Немецкая кампания начинается с Харьковской операции и продолжается наступлением на Сталинград и Кавказ; советская кампания открывается операцией «Уран» с последующим преследованием противника и освобождением части оккупированной территории.

## Геймплей
Игровой процесс является пошаговым, на выполнение заданий даётся ограниченное количество ходов, один ход условно длится 4 дня. Игровое поле представляет собой часть реальной карты, разделённой на шестиугольники, каждый размером в 20 километров. Игрок управляет своим ограниченным набором юнитов (подразделений), дополнительные подкрепления можно вызывать за очки престижа, который зарабатывается в кампании за быстрое выполнение целей. Германская армия делится на более сильные дивизии, а советская — на более крупные корпуса. В игре доступны только сухопутные юниты: пехотные, бронетанковые, моторизированные и кавалерийские; авиация доступна лишь в виде вызываемых для атаки бомбардировщиков. Подразделения имеют очки хода и возможность атаки, пожертвовав последней, можно сделать ход на бо́льшую дистанцию. Можно свободно проходить через дружественные подразделения, вражеские же создают вокруг себя зону контроля, которая ограничивает возможность передвижения. Реки и сложный рельеф также затрудняют передвижение и снабжение, чтобы перебраться через реку без моста, юнит должен потратить все свои очки движения.
Боевые возможности юнитов зависят от множества факторов, но в основе лежит определённое количество пунктов силы, помноженных на характеристики атаки и защиты. Силы подразделения могут теряться в бою, при полной их утрате подразделение уничтожается. Кроме безвозвратных потерь, часть сил может «подавляться» в бою, тогда индикатор этих пунктов становится серым. Такие потери восстановятся в следующих раундах при наличии снабжения, скорость восстановления зависит от опытности подразделения.
Большое значение в игре имеет снабжение фронта, которое осуществляется из точек снабжения в тылу. Эти точки могут иметь разный радиус действия, природные препятствия ограничивают его, а дороги, если пункт снабжения находится на них, значительно расширяют. Точки снабжения можно захватывать, тогда она прекращает деятельность, однако использовать по прямому назначению вражескую сеть снабжения нельзя. Также снабжение может быть перекрыто захватом участков карты, через которые оно доставляется. Лишённые снабжения юниты лишь один ход могут продержаться без падения своих характеристик, уже на второй ход они теряют атакующую способность, а с третьего очки передвижения и все боевые качества значительно уменьшаются.
Среди дополнительных возможностей: влияние погодных условий на боевые качества, роспуск и реорганизация подразделений, окапывание, разрушение и восстановление мостов, дополнение подразделений специальными отрядами, получение подразделениями боевого опыта, воздушное снабжение, использование партизанского движения.

## Приём критиков
Игра получила довольно хорошие оценки от игровых журналистов, средний балл на Metacritic — 84.
PC Gamer называет игру «свежим и дружелюбным варгеймом», отмечаю большую роль снабжения фронта, которое непрерывно оказывает влияние на действия оппонентов. В рецензии на Absolute Games отмечено, что хоть игра не революционная, но является достойной альтернативой Panzer Corps. К сильным сторона игры отнесены аккуратная карта, хорошо проработанный интерфейс, наличие исторического колорита и стратегии, которая «порадует и опытных „диванных генералов“, и новичков».

## Официальные дополнения
Было выпущено два загружаемых дополнения к основной игре:
- Unity of Command: Red Turn — издано 10.12.2012, добавляет кампанию из 17 миссий за СССР, посвящённых дальнейшему освободительному походу на запад, который завершается взятием Берлина[5].
- Unity of Command: Black Turn — издано 10.12.2013, новая кампания включает в себя 13 миссий за Третий рейх, в которых игроку даётся возможность осуществить план Барбаросса с взятием Москвы и несколькими гипотетическими миссиями в финале[6].